# Robin van Persie
Robin van Persie (uitspraakⓘ) (Rotterdam, 6 augustus 1983) is een Nederlands voormalig profvoetballer die als centrumspits, schaduwspits, middenvelder of vleugelspeler speelde en huidig voetbaltrainer van Feyenoord. Hij speelde tussen 2001 en 2019 voor Feyenoord, Arsenal, Manchester United, Fenerbahçe en weer Feyenoord. Van Persie staat te boek als een technisch begaafde voetballer en wordt geprezen om zijn passeeracties en traptechniek.
Van Persie speelde in de jeugd bij Excelsior en Feyenoord en maakte in 2002 bij laatstgenoemde zijn officiële debuut in het eerste elftal. Datzelfde jaar won hij met Feyenoord de UEFA Cup en werd hij uitgeroepen tot Nederlands Talent van het Jaar. In 2004 maakte hij de overstap naar Arsenal, waar hij in zijn eerste seizoen de Community Shield en de FA Cup won. In zijn resterende zeven seizoenen bij The Gunners pakte hij 'enkel' persoonlijke titels zoals de Premier League Golden Boot als topschutter en die voor de beste speler van het jaar 2011/2012.
Van Persie vertrok in de zomer van 2012 naar rivaal Manchester United. In zijn eerste seizoen op Old Trafford veroverde hij de Engelse landstitel en eindigde hij voor de tweede keer op rij als topscorer van de Premier League (26 goals). Na het vertrek van boegbeeld Alex Ferguson als manager kende zowel Van Persie als Manchester United twee tegenvallende seizoenen.
Hierna vertrok hij naar het Turkse Fenerbaçhe en tekende een contract voor drie jaar. Na ruim twee seizoenen keerde hij transfervrij terug naar Feyenoord. 
Van Persie debuteerde in juni 2005 in het Nederlands elftal. Hiervan werd hij in 2013 aanvoerder en topscorer aller tijden. Hij vertegenwoordigde Nederland op drie wereldkampioenschappen (2006, 2010 en 2014) en twee Europese kampioenschappen (2008 en 2012).
Op 12 mei 2019 speelde hij zijn laatste wedstrijd als profvoetballer in de Eredivisie met Feyenoord tegen ADO Den Haag (0–2).
Op 25 september 2022 werd Robin van Persie door de KNVB benoemd tot bondsridder. Dit gebeurde tijdens een bijeenkomst van oud-Oranje voetballers in Zeist voorafgaand aan de UEFA Nations League wedstrijd tussen Nederland en België in de Johan Cruijff ArenA.

## Clubcarrière

### Excelsior
"Van Persie begon zijn voetballoopbaan bij Excelsior. In tegenstelling tot de andere kinderen werd hij al op zijn vijfde jaar aangenomen, terwijl de minimumleeftijd eigenlijk zes jaar was. De toenmalige jeugdtrainers Aad Putters en René Hessel wilden hem niet laten lopen. In de E- , D- , en C- teams speelde hij samen met Saïd Boutahar, die ook als betaald voetballer aan de slag ging. Met jeugdvrienden Mounir El Hamdaoui en Luigi Bruins, die ook voor Excelsior speelden, voetbalde hij voornamelijk op de pleintjes in Kralingen in Rotterdam-Oost.
In de supportershome van Excelsior hangt een dankwoord van Van Persie. "Als kleine jongen bij Excelsior droomde ik van waar ik nu ben. Nu droom ik om voetbal altijd te kunnen beleven als kind van toen. Puurheid en passie voor het spel. Meer dan winnen of verliezen. Voetbal geven wat het mij geeft."

### Feyenoord
In de C-jeugd van Excelsior werd hij op zijn dertiende weggehaald door Feyenoord. Hij maakte daar zijn debuut in de Eredivisie op 3 februari 2002, thuis tegen Roda JC (5-0). Dat seizoen leverde hem meteen zijn grootste succes tot dan toe op: met Feyenoord winnaar in de finale van de UEFA Cup tegen Borussia Dortmund (3-2), op 8 mei 2002. Van Persie werd daarnaast ook uitverkozen tot Nederlands Talent van het Jaar over het seizoen 2001/2002.
Onder trainer Bert van Marwijk groeide Van Persie uit tot een onbetwiste basisspeler en wekte hij interesse van de internationale top. Door zijn gedrag lag hij minder goed bij de technische staf in Rotterdam. Veelbesproken was zijn gedrag rondom de competitiewedstrijd Feyenoord–RKC (1-1) van 31 maart 2002. Van Persie meldde zich te laat bij de club omdat hij zijn klok was vergeten vooruit te zetten in verband met de zomertijd. Desondanks mocht hij in de tweede helft invallen. Vervolgens wekte hij verbazing door zonder toestemming een vrije trap te nemen, terwijl de geroutineerde specialist Pierre van Hooijdonk de bal zojuist voor zichzelf had klaargelegd.
In het seizoen 2003-2004 kende de ontwikkeling van Van Persie stagnatie en verloor hij zijn basisplaats. In de winterstop meldde Arsenal FC zich voor Van Persie, maar Feyenoord kon geen overeenstemming bereiken met de Londense club. Na de winterstop werd de situatie voor Van Persie nog uitzichtlozer. Op eigen verzoek sloot hij zich in maart aan bij Jong Feyenoord voor een uitwedstrijd tegen Jong PSV. Eind maart forceerde Van Persie een breuk met Feyenoord, door in een interview met Voetbal International zijn vertrekwens duidelijk te maken en afstand te nemen van Van Marwijk. Lange tijd leek Van Persie te gaan vertrekken naar PSV, maar nadat Arsenal zich opnieuw meldde voor de spits, werd de Eindhovense club door Van Persie afgewimpeld. Dit kwam hem op kritiek te staan van toenmalig voorzitter Harry van Raaij.

### Arsenal

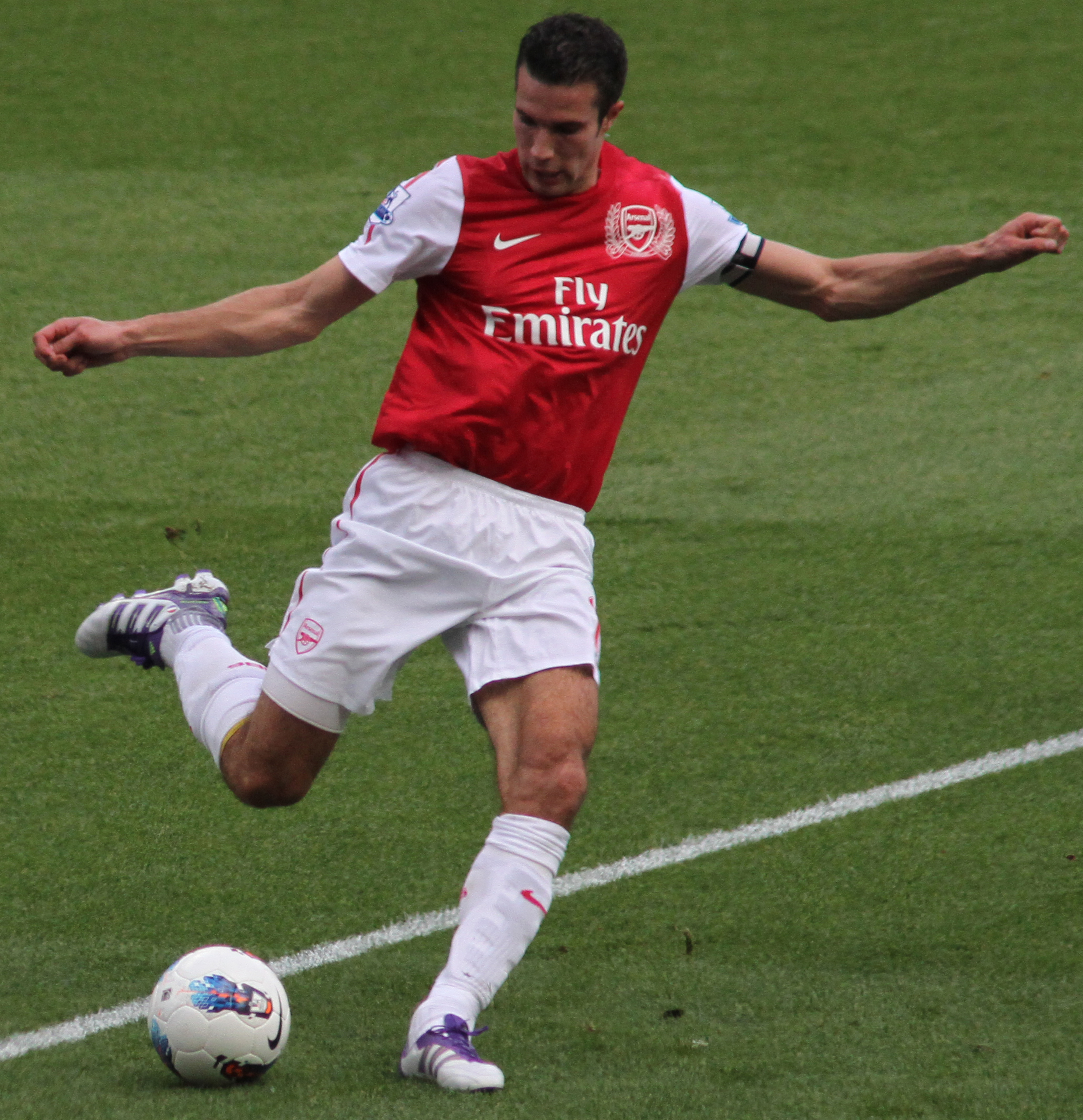
Van Persie bij Arsenal in 2011.

In de zomer van 2004 werd hij gecontracteerd door Arsenal, op voorspraak van manager Arsène Wenger. Deze zag in Van Persie de ideale opvolger voor Dennis Bergkamp. Van Persie debuteerde bij Arsenal op 8 augustus 2004 in de met 3-1 gewonnen Community Shield-wedstrijd tegen rivaal Manchester United. Datzelfde seizoen won hij met Arsenal de FA Cup, door in de finale wederom Manchester United te verslaan. Nadat er na reguliere speeltijd en verlenging nog altijd een brilstand op het scorebord stond moesten penalty's de beslissing brengen. Van Persie wist de zijne te verzilveren.
Tegen Charlton Athletic maakte Van Persie op 29 september 2006 een doelpunt dat bekroond werd tot doelpunt van de maand. Op 22 januari 2011 maakte hij tegen Wigan Athletic ondanks een gemiste penalty zijn eerste hattrick in de Premier League. Het eerste van deze drie doelpunten markeerde tevens zijn honderdste in zijn totale clubcarrière.
Na het vertrek van aanvoerder Cesc Fàbregas naar FC Barcelona, aan het begin van het seizoen 2011/2012, nam Van Persie de aanvoerdersband van hem over.
Van Persie werd in het seizoen 2011/2012 topscorer van de Premier League met dertig doelpunten. Na Jerrel Hasselbaink (18 goals voor Leeds United in 1998/99 en 23 goals voor Chelsea in 2000/01) en Ruud van Nistelrooij (25 goals voor Manchester United in 2002/03) was hij daarmee de derde Nederlandse topscorer van de Engelse competitie. Op 4 juli 2012 maakte hij via zijn website bekend dat hij zijn contract bij Arsenal niet zou verlengen.

### Manchester United

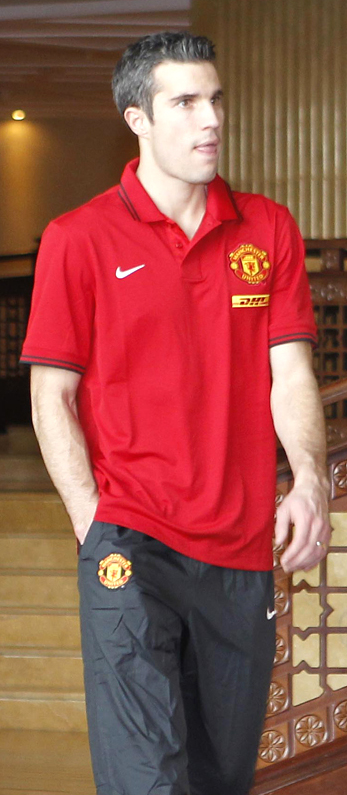
Van Persie bij Manchester United

Op 17 augustus 2012 ging Van Persie voor een bedrag van zo'n 32 miljoen euro over naar Manchester United, waar hij een contract voor vier jaar tekende. Hij maakte zijn officiële debuut voor de ploeg van Alex Ferguson op maandag 20 augustus 2012 in het competitieduel tegen Everton; hij viel na 68 minuten in. In zijn tweede wedstrijd maakte hij zijn eerste doelpunt. Dankzij drie doelpunten van Van Persie versloeg hij met Manchester United op 22 april 2013 op eigen veld Aston Villa met 3-0. Door deze overwinning stelde United de twintigste landstitel uit de clubgeschiedenis veilig. Ook werd Van Persie voor de tweede keer in zijn loopbaan topschutter van de Premier League met 26 goals. Hij gaf in het seizoen 2012/2013 tevens negen assists en werd door de United-fans uitverkozen tot Speler van het Jaar. Aan het eind van dat seizoen vertrok clubicoon Alex Ferguson bij The Red Devils. Hij bekleedde de functie van manager bij Manchester United sinds 1986.
Onder de nieuwe trainer David Moyes kende Manchester United een dramatische jaargang 2013/2014. Het eindigde op de zevende plaats in de Premier League. Van Persie speelde door blessures 21 van de 38 competitieduels, waarin hij twaalf keer wist te scoren. Moyes haalde het eind van het seizoen niet en werd in april 2014 ontslagen; Ryan Giggs maakte het seizoen af als interim-trainer. In mei 2014 werd voormalig bondscoach Louis van Gaal, met wie Van Persie diezelfde zomer een succesvol WK in Brazilië beleefde, aangesteld als de nieuwe manager. Het seizoen 2014/2015 werd Van Persies minst productieve seizoen bij Manchester United. Hij maakte tien doelpunten in 27 wedstrijden en belandde op een zijspoor. Wederom was hij regelmatig geblesseerd en gold hij voor het eerst in elf jaar niet meer als basisspeler bij zijn club. Na het WK zou ook de band tussen Van Gaal en Van Persie moeizamer zijn geworden en verklaarde laatstgenoemde in een interview 'geen eerlijke kans' te hebben gekregen van zijn trainer.

### Fenerbahçe
Van Persie tekende in juli 2015 een contract tot medio 2018 bij Fenerbahçe SK. Dat betaalde circa € 6.650.000,- voor hem aan Manchester United. Hij debuteerde op 28 juli 2015 voor Fenerbahçe, als invaller in een wedstrijd tegen Sjachtar Donetsk in de derde voorronde van de Champions League. Hij maakte op 20 augustus 2015 zijn eerste doelpunt voor de Turkse club. In de eerste van twee wedstrijden tegen Atromitos in de voorronde van de UEFA Europa League, kopte hij in de blessuretijd het enige doelpunt van de wedstrijd binnen. Zijn eerste competitiegoal voor Fenerbahçe volgde op 23 augustus 2015. Die dag schoot hij zijn ploeg uit bij Rizespor in de achttiende minuut op 0-1. De wedstrijd eindigde in 1–1.
Op 20 oktober 2016 speelde Van Persie tegen zijn oude club Manchester United. Die verloor hij met 4–1. Hij maakte in de 83ste minuut de enige treffer van Fener die wedstrijd. De doelpunten van Manchester United kwamen van 2 penalty's van Paul Pogba en Martial. De derde goal kwam weer van Pogba en vlak na rust de vierde van Jesse Lingard. Op 3 november speelden de 2 ploegen de return die Fener won met 2–1 na een omhaal van Moussa Sow en een goal van Nederlands voetballer Jeremain Lens. Van Persie zat op de bank. Op 20 november 2016 maakte Van Persie twee doelpunten tegen Galatasaray SK. Hij maakte in de 45ste minuut 1–0 na een lage voorzet van Şener Özbayraklı. In de 78ste minuut benutte hij een penalty. Hij werd na die wedstrijd benoemd tot 'man van de wedstrijd'.

### Feyenoord
Op 19 januari 2018 bevestigde Feyenoord dat Van Persie met Fenerbahçe een contractontbinding overeengekomen was en hij terugkeerde bij Feyenoord. Hij kreeg hier rugnummer 32. Bij zijn tweede optreden voor Feyenoord, opnieuw een invalbeurt, scoorde hij op 8 februari 2018 tegen FC Groningen voor het eerst sinds zijn terugkeer bij de club uit Rotterdam-Zuid. Na 13 jaar en 358 dagen was hij daarmee weer trefzeker in de Eredivisie. Zijn laatste treffer dateerde van 15 februari 2004 tegen ADO Den Haag. Van Persie pakte op 22 april in de Kuip zijn eerste “Nederlandse” prijs door met Feyenoord AZ te verslaan in de KNVB bekerfinale 2018. Hij tekende in die wedstrijd voor de 0-2 met een prachtige stift over keeper Bizot. De wedstrijd eindigde uiteindelijk met 0–3, waardoor Feyenoord een ticket voor de derde voorronde van de UEFA Europa League kreeg. Van Persie twijfelde na dit seizoen over doorgaan, omdat het herstel na een wedstrijd hem erg zwaar viel. Op 14 mei maakte hij bekend nog minimaal een jaar door te willen gaan als prof.
In het nieuwe seizoen benoemde trainer Van Bronckhorst Van Persie tot nieuwe aanvoerder van de club. Op 4 augustus won van Persie met Feyenoord de Johan Cruijff Schaal tegen PSV. Na reguliere speeltijd stond de stand op 0-0, waarna de strafschoppenserie met 6-5 gewonnen werd. Van Persie deed 84 minuten mee. Het Europese avontuur in zijn laatste seizoen was van korte duur. Tijdens het verloren uitduel tegen AS Trenčín (4-0) zat hij niet bij de wedstrijdselectie. In de return speelde hij wel 71 minuten mee. Dat duel eindigde in een 1-1 gelijkspel, waardoor Feyenoord was uitgeschakeld. Het eerste competitiedoelpunt van Van Persie scoorde hij in de thuiswedstrijd tegen stadgenoot Excelsior. In de maand augustus werd Van Persie verkozen tot speler van de maand in de eredivisie door 4 goals te scoren uit 5 schoten op doel en een assist te leveren. In de maand september was Van Persie meerdere keren belangrijk voor zijn club, in de wedstrijd tegen NAC Breda (4-2) scoorde hij 2 goals en tegen FC Utrecht en Vitesse scoorde hij een late winnende goal. Ook kreeg hij in de wedstrijd tegen Vitesse een rode kaart. Hij zou drie duels schorsing krijgen waarvan een voorwaardelijk. Later werd hij daarvoor vrijgesproken. Op 27 januari 2019 scoorde hij twee keer tegen Ajax, in een wedstrijd die Feyenoord met 6-2 won. In de wedstrijd tegen FC Emmen scoorde hij zijn 200ste competitiedoelpunt en een hattrick, zijn eerste in de Eredivisie.
Halverwege oktober maakte Van Persie bekend dat hij na het seizoen 2018/19 verwacht te gaan stoppen met zijn voetbalcarrière.
Op 12 mei 2019 speelde hij zijn laatste wedstrijd als profvoetballer tegen ADO Den Haag (0-2). In deze wedstrijd werd hij na 92 minuten vervangen door Dylan Vente, waarbij de spelers van beide ploegen en de arbitrage een erehaag voor Van Persie vormden. Feyenoord speelde eveneens de wedstrijd zonder aanvoerder uit. Een minuut eerder had Van Persie een wissel geweigerd, omdat Feyenoord net een vrije schop vlak bij het vijandelijke doel zou gaan nemen en hij daaruit wilde scoren. Na de wedstrijd werd hij uitgeroepen tot Legioenspeler van het seizoen 2018/19. Hij besloot om drie dagen later niet mee af te reizen naar de afsluitende uitwedstrijd bij Fortuna Sittard. Voor Feyenoord had deze wedstrijd geen belang meer.

## Clubstatistieken
| Seizoen        | Club              | Competitie         | Competitie     | Competitie | Competitie | Beker | Beker | Internationaal | Internationaal | Overig | Overig | Totaal | Totaal |
| Seizoen        | Club              | Competitie         | Competitie     | Wed.       | Dlp.       | Wed.  | Dlp.  | Wed.           | Dlp.           | Wed.   | Dlp.   | Wed.   | Dlp.   |
| -------------- | ----------------- | ------------------ | -------------- | ---------- | ---------- | ----- | ----- | -------------- | -------------- | ------ | ------ | ------ | ------ |
| 2001/02        | Feyenoord         | Vlag van Nederland | Eredivisie     | 10         | 0          | —     | —     | 7              | 0              | —      | —      | 17     | 0      |
| 2002/03        | Feyenoord         | Vlag van Nederland | Eredivisie     | 23         | 8          | 3     | 7     | 2              | 0              | —      | —      | 28     | 15     |
| 2003/04        | Feyenoord         | Vlag van Nederland | Eredivisie     | 28         | 6          | 2     | 0     | 3              | 0              | —      | —      | 33     | 6      |
| Club totaal    | Club totaal       | Club totaal        | Club totaal    | 61         | 14         | 5     | 7     | 12             | 0              | 0      | 0      | 78     | 21     |
| 2004/05        | Arsenal           | Vlag van Engeland  | Premier League | 26         | 5          | 8     | 4     | 6              | 1              | 1      | 0      | 41     | 10     |
| 2005/06        | Arsenal           | Vlag van Engeland  | Premier League | 24         | 5          | 6     | 4     | 7              | 2              | 1      | 0      | 38     | 11     |
| 2006/07        | Arsenal           | Vlag van Engeland  | Premier League | 22         | 11         | 1     | 0     | 8              | 2              | —      | —      | 31     | 13     |
| 2007/08        | Arsenal           | Vlag van Engeland  | Premier League | 15         | 7          | 1     | 0     | 7              | 2              | —      | —      | 23     | 9      |
| 2008/09        | Arsenal           | Vlag van Engeland  | Premier League | 28         | 11         | 6     | 4     | 10             | 5              | —      | —      | 44     | 20     |
| 2009/10        | Arsenal           | Vlag van Engeland  | Premier League | 16         | 9          | 0     | 0     | 4              | 1              | —      | —      | 20     | 10     |
| 2010/11        | Arsenal           | Vlag van Engeland  | Premier League | 25         | 18         | 5     | 2     | 3              | 2              | —      | —      | 33     | 22     |
| 2011/12        | Arsenal           | Vlag van Engeland  | Premier League | 38         | 30         | 2     | 2     | 8              | 5              | —      | —      | 48     | 37     |
| Club totaal    | Club totaal       | Club totaal        | Club totaal    | 194        | 96         | 29    | 16    | 53             | 20             | 2      | 0      | 278    | 132    |
| 2012/13        | Manchester United | Vlag van Engeland  | Premier League | 38         | 26         | 4     | 1     | 6              | 3              | —      | —      | 48     | 30     |
| 2013/14        | Manchester United | Vlag van Engeland  | Premier League | 21         | 12         | 0     | 0     | 6              | 4              | 1      | 2      | 28     | 18     |
| 2014/15        | Manchester United | Vlag van Engeland  | Premier League | 27         | 10         | 2     | 0     | —              | —              | —      | —      | 29     | 10     |
| Club totaal    | Club totaal       | Club totaal        | Club totaal    | 86         | 48         | 6     | 1     | 12             | 7              | 1      | 2      | 105    | 58     |
| 2015/16        | Fenerbahçe        | Vlag van Turkije   | Süper Lig      | 31         | 16         | 5     | 5     | 12             | 1              | —      | —      | 48     | 22     |
| 2016/17        | Fenerbahçe        | Vlag van Turkije   | Süper Lig      | 24         | 9          | 4     | 4     | 7              | 1              | —      | —      | 35     | 14     |
| 2017/18        | Fenerbahçe        | Vlag van Turkije   | Süper Lig      | 2          | 0          | 0     | 0     | 2              | 0              | —      | —      | 4      | 0      |
| Club totaal    | Club totaal       | Club totaal        | Club totaal    | 57         | 25         | 9     | 9     | 21             | 2              | 0      | 0      | 87     | 36     |
| 2017/18        | Feyenoord         | Vlag van Nederland | Eredivisie     | 12         | 5          | 2     | 2     | —              | —              | —      | —      | 14     | 7      |
| 2018/19        | Feyenoord         | Vlag van Nederland | Eredivisie     | 25         | 16         | 4     | 2     | 1              | 0              | 1      | 0      | 31     | 18     |
| Clubtotaal     | Clubtotaal        | Clubtotaal         | Clubtotaal     | 98         | 35         | 11    | 11    | 13             | 0              | 1      | 0      | 123    | 46     |
| Carrièretotaal | Carrièretotaal    | Carrièretotaal     | Carrièretotaal | 435        | 204        | 55    | 37    | 99             | 29             | 4      | 2      | 593    | 272    |

## Interlandcarrière

### Debuut
Op 4 juni 2005 debuteerde Van Persie in het Nederlands elftal, tegen Roemenië. Zijn eerste doelpunt maakte hij op 8 juni 2005 tijdens zijn tweede interland tegen Finland.

### Wereldkampioenschap 2006
Op het WK 2006, was hij een onderdeel van de Oranje-selectie die in de 1/8 finale van het toernooi door Portugal werd uitgeschakeld. Tijdens het eindtoernooi scoorde hij één keer in de vier wedstrijden van Oranje.

### Europees kampioenschap 2008
Op het EK 2008, werd Van Persie, na een goede start van Oranje dat toernooi in de 1/4 finale door het Rusland van Guus Hiddink uitgeschakeld. Tijdens het eindtoernooi scoorde hij twee keer in de vier wedstrijden van Oranje.

### Wereldkampioenschap 2010
Op het WK 2010, was hij een onderdeel van de Oranje-selectie die de finale bereikte, waarin Nederland uiteindelijk na verlenging met 1-0 verloor van Spanje. Bij aanvang van het toernooi werd Van Persie gerekend tot een van de "Grote Vier" (samen met Wesley Sneijder, Rafael van der Vaart en Arjen Robben). Tijdens het eindtoernooi scoorde hij één keer in de zeven wedstrijden van Oranje.

### Europees kampioenschap 2012

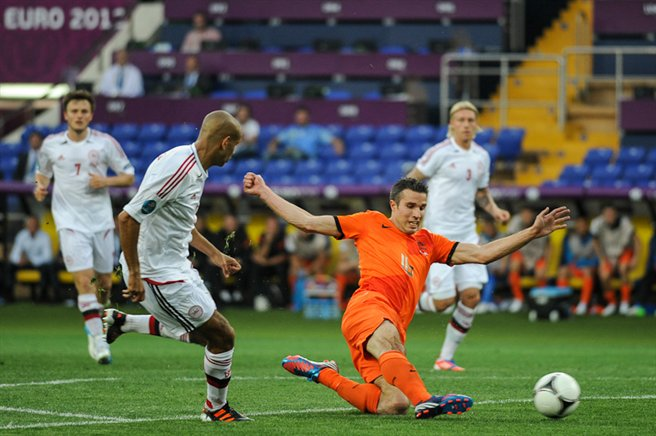
Van Persie in actie tijdens Nederland–Denemarken (0–1) op het EK 2012.

Na de verloren WK-finale in juli 2010 ging twee maanden later voor het Nederlands voetbalelftal de kwalificatie voor het EK 2012 van start. Met Van Persie bereikte het Nederlands elftal in augustus 2011 voor het eerst in haar historie de eerste plaats op de wereldranglijst. Deze positie raakte het team in september weer kwijt. Op 2 september 2011 behaalde het Nederlands elftal de grootste zege uit de historie, door tijdens de kwalificatiereeks te winnen met 11-0 van San Marino. In deze wedstrijd scoorde Van Persie vier keer, waarmee hij de eerste Nederlander sinds Marco van Basten in 1990 was die vier keer in één interland scoorde. Voor Van Persie waren het zijn 22e, 23e, 24e en 25e doelpunt voor het Nederlands elftal. Daarmee ging hij diezelfde Van Basten voorbij op de ranglijst van topscorers aller tijden in Oranje.
Voor het eindtoernooi van het Europees kampioenschap voetbal 2012 werd Van Persie als topscorer van de Premier League (30 goals) weer opgenomen in de selectie van het Nederlands elftal. De verwachtingen waren gezien de vorm van sleutelspelers als Arjen Robben, Klaas-Jan Huntelaar (dat seizoen topscorer van de Bundesliga met 29 goals) en Van Persie naast de prestaties het WK 2010, waar Nederland dus een finaleplaats afdwong, torenhoog. Het toernooi verliep voor het Nederlands elftal echter dramatisch, met drie verloren wedstrijden en dus uitschakeling na de groepsfase. Tijdens het eindtoernooi scoorde hij één keer.

### Wereldkampioenschap voetbal 2014

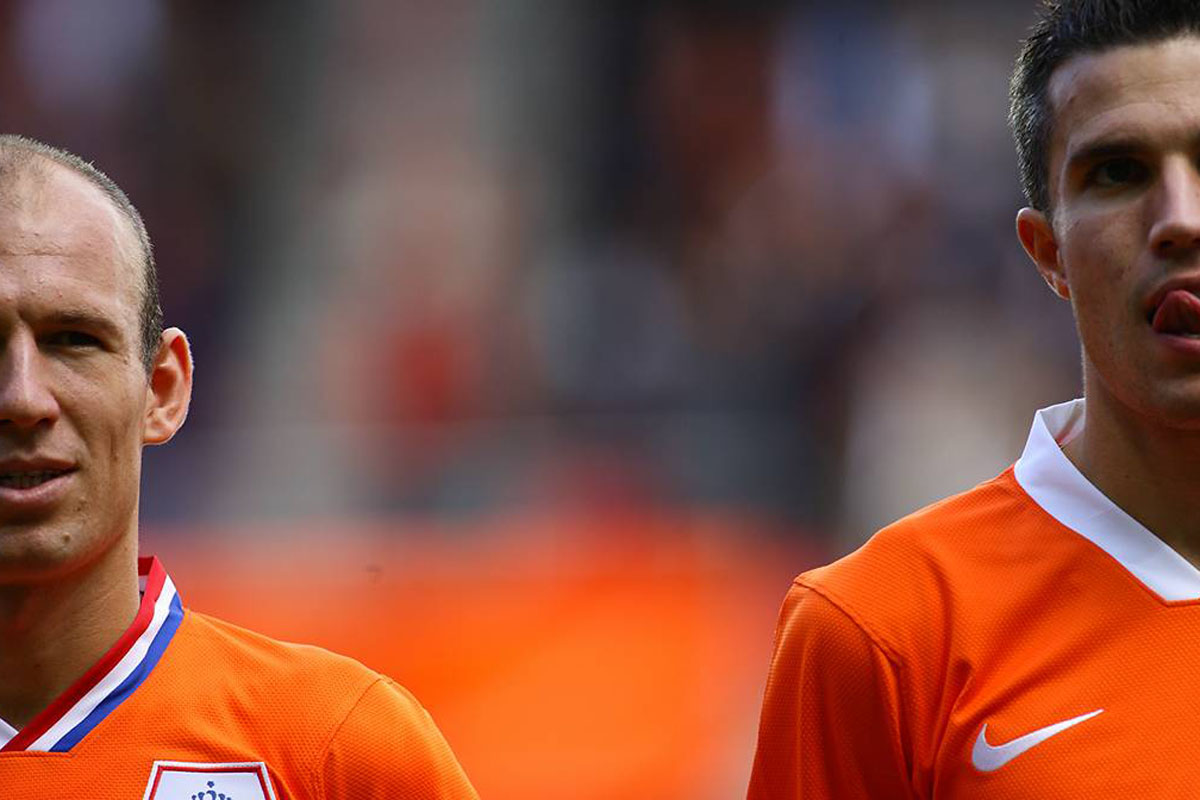
In Louis van Gaals 5-3-2-opstelling tijdens het WK in Brazilië vormde Van Persie met Arjen Robben het Nederlandse aanvalsduo.

In de wedstrijden voorafgaand aan het WK 2014 was Van Persie uiterst succesvol. Toen hij op 11 oktober 2013 driemaal scoorde in het WK-kwalificatieduel tegen Hongarije, werd hij de opvolger van Patrick Kluivert als topscorer aller tijden van het Nederlands voetbalelftal. Van Persie werd op 7 juni 2013 aanvoerder van het Nederlands voetbalelftal.
In de eerste wedstrijd van Nederland op het wereldkampioenschap voetbal 2014 tegen titelverdediger Spanje maakte Van Persie twee doelpunten. Het eerste van deze twee werd op 16 december 2014 op het Nederlands sportgala uitgeroepen tot sportbeeld van het jaar (sport in beeld prijs). Met zijn twee doelpunten werd hij de eerste speler in de geschiedenis die op drie wereldkampioenschappen voor het Nederlands elftal trefzeker was. In diezelfde wedstrijd evenaarde Arjen Robben dit record. Bovendien is Van Persie de enige speler van Oranje in de geschiedenis die op vijf achtereenvolgende eindtoernooien (WK en EK) trefzeker is geweest. Na afloop van het duel werd Van Persie tot man van de wedstrijd uitgeroepen. In de eerste twee wedstrijden liep hij tegen een gele kaart aan, waardoor hij voor de wedstrijd tegen Chili geschorst was. In de achtste finale werd hij bij een stand van 0-0 in de 77e minuut gewisseld voor Klaas-Jan Huntelaar. In de gewonnen kwartfinalewedstrijd tegen Costa Rica bleef Van Persie wel de hele wedstrijd in het veld. Van Persie was een van de spelers die in de strafschoppenreeks tegen Costa Rica zijn penalty erin schoot. Op 9 juli verloor Nederland, met Van Persie in de basis, in de halve finale via strafschoppen van Argentinië en was daarmee uitgeschakeld. Van Persie was in het begin van de eerste helft van de verlenging gewisseld.
Op 12 juli 2014 startte Van Persie in de basis in de troostfinale van het WK 2014. Hij maakte de eerste treffer via een benutte strafschop. Nederland won met 0-3 van Brazilië en behaalde daarmee de derde plaats. Van Persie speelde de hele wedstrijd. Wesley Sneijder en hij werden daarmee gedeeld recordinternational op WK's. Beiden hadden op dat moment zeventien wedstrijden gespeeld, verdeeld over de WK's van 2006, 2010 en 2014. Tijdens het eindtoernooi scoorde hij vier keer.

### Kwalificatie Europees kampioenschap 2016
Op dinsdag 9 september startte de kwalificatiepoule voor het Europees kampioenschap voetbal 2016. Van Persie begon als aanvoerder aan deze kwalificatiereeks en droeg de band gedurende vier van de eerste vijf interlands. Een ontmoeting met Turkije (1–1) miste hij. In thuiswedstrijden tegen Kazachstan (3–1, benutte strafschop, tevens de eindstand) en Letland (1–0, eindstand 6–0) maakte hij een doelpunt. Van Persie kwam op 10 oktober 2015 tijdens een met 1–2 gewonnen EK-kwalificatiewedstrijd in en tegen Kazachstan in de 87ste minuut in het veld als vervanger van Klaas-Jan Huntelaar. Hiermee werd hij de achtste Nederlander in de geschiedenis met honderd interlands achter zijn naam. Drie dagen later maakte Van Persie in zijn 101ste interland zijn vijftigste doelpunt als speler van het Nederlands elftal, thuis tegen Tsjechië (2–3 verlies).
| Interlands van Robin van Persie voor Nederland | Interlands van Robin van Persie voor Nederland | Interlands van Robin van Persie voor Nederland | Interlands van Robin van Persie voor Nederland | Interlands van Robin van Persie voor Nederland | Interlands van Robin van Persie voor Nederland |
| No.                                            | Datum                                          | Wedstrijd                                      | Uitslag                                        | Competitie                                     | Goals                                          |
| Als speler bij Arsenal FC                      | Als speler bij Arsenal FC                      | Als speler bij Arsenal FC                      | Als speler bij Arsenal FC                      | Als speler bij Arsenal FC                      | Als speler bij Arsenal FC                      |
| ---------------------------------------------- | ---------------------------------------------- | ---------------------------------------------- | ---------------------------------------------- | ---------------------------------------------- | ---------------------------------------------- |
| 1.                                             | 4 juni 2005                                    | Nederland – Roemenië                           | 2 – 0                                          | WK-kwalificatie '06                            | 0                                              |
| 2.                                             | 8 juni 2005                                    | Finland – Nederland                            | 0 – 4                                          | WK-kwalificatie '06                            | 1                                              |
| 3.                                             | 17 augustus 2005                               | Nederland – Duitsland                          | 2 – 2                                          | Vriendschappelijk                              | 0                                              |
| 4.                                             | 3 september 2005                               | Armenië – Nederland                            | 0 – 1                                          | WK-kwalificatie '06                            | 0                                              |
| 5.                                             | 7 september 2005                               | Nederland – Andorra                            | 4 – 0                                          | WK-kwalificatie '06                            | 0                                              |
| 6.                                             | 8 oktober 2005                                 | Tsjechië- Nederland                            | 0 – 2                                          | WK-kwalificatie '06                            | 0                                              |
| 7.                                             | 12 augustus 2005                               | Nederland – Macedonië                          | 0 – 0                                          | WK-kwalificatie '06                            | 0                                              |
| 8.                                             | 27 mei 2006                                    | Nederland – Kameroen                           | 1 – 0                                          | Vriendschappelijk                              | 0                                              |
| 9.                                             | 1 juni 2006                                    | Nederland – Mexico                             | 2 – 1                                          | Vriendschappelijk                              | 0                                              |
| 10.                                            | 4 juni 2006                                    | Nederland – Australië                          | 1 – 1                                          | Vriendschappelijk                              | 0                                              |
| 11.                                            | 11 juni 2006                                   | Servië en Montenegro – Nederland               | 0 – 1                                          | WK 2006                                        | 0                                              |
| 12.                                            | 16 juni 2006                                   | Nederland – Ivoorkust                          | 2 – 1                                          | WK 2006                                        | 1                                              |
| 13.                                            | 21 juni 2006                                   | Nederland – Argentinië                         | 0 – 0                                          | WK 2006                                        | 0                                              |
| 14.                                            | 25 juni 2006                                   | Portugal – Nederland                           | 1 – 0                                          | WK 2006                                        | 0                                              |
| 15.                                            | 16 augustus 2006                               | Ierland – Nederland                            | 0 – 4                                          | Vriendschappelijk                              | 1                                              |
| 16.                                            | 2 september 2006                               | Luxemburg – Nederland                          | 0 – 1                                          | EK-kwalificatie '08                            | 0                                              |
| 17.                                            | 6 september 2006                               | Nederland – Wit-Rusland                        | 3 – 0                                          | EK-kwalificatie '08                            | 2                                              |
| 18.                                            | 7 oktober 2006                                 | Bulgarije – Nederland                          | 1 – 1                                          | EK-kwalificatie '08                            | 1                                              |
| 19.                                            | 11 oktober 2006                                | Nederland – Albanië                            | 2 – 1                                          | EK-kwalificatie '08                            | 1                                              |
| 20.                                            | 22 augustus 2007                               | Zwitserland – Nederland                        | 2 – 1                                          | Vriendschappelijk                              | 0                                              |
| 21.                                            | 8 september 2007                               | Nederland – Bulgarije                          | 2 – 0                                          | EK-kwalificatie '08                            | 0                                              |
| 22.                                            | 12 september 2007                              | Albanië – Nederland                            | 0 – 1                                          | EK-kwalificatie '08                            | 0                                              |
| 23.                                            | 17 oktober 2007                                | Nederland – Slovenië                           | 2 – 0                                          | EK-kwalificatie '08                            | 0                                              |
| 24.                                            | 26 maart 2008                                  | Oostenrijk – Nederland                         | 3 – 4                                          | Vriendschappelijk                              | 0                                              |
| 25.                                            | 9 juni 2008                                    | Nederland – Italië                             | 3 – 0                                          | EK 2008                                        | 0                                              |
| 26.                                            | 13 juni 2008                                   | Nederland – Frankrijk                          | 4 – 1                                          | EK 2008                                        | 1                                              |
| 27.                                            | 17 juni 2008                                   | Nederland – Roemenië                           | 2 – 0                                          | EK 2008                                        | 1                                              |
| 28.                                            | 21 juni 2008                                   | Nederland – Rusland                            | 1 – 3                                          | EK 2008                                        | 0                                              |
| 29.                                            | 20 augustus 2008                               | Rusland – Nederland                            | 1 – 1                                          | Vriendschappelijk                              | 1                                              |
| 30.                                            | 6 september 2008                               | Nederland – Australië                          | 1 – 2                                          | Vriendschappelijk                              | 0                                              |
| 31.                                            | 10 september 2008                              | Macedonië – Nederland                          | 1 – 2                                          | WK-kwalificatie '10                            | 0                                              |
| 32.                                            | 15 oktober 2008                                | Noorwegen – Nederland                          | 0 – 1                                          | WK-kwalificatie '10                            | 0                                              |
| 33.                                            | 19 november 2008                               | Nederland – Zweden                             | 3 – 1                                          | Vriendschappelijk                              | 2                                              |
| 34.                                            | 11 februari 2009                               | Tunesië – Nederland                            | 1 – 1                                          | Vriendschappelijk                              | 0                                              |
| 35.                                            | 28 maart 2009                                  | Nederland – Schotland                          | 3 – 0                                          | WK-kwalificatie '10                            | 1                                              |
| 36.                                            | 6 juni 2009                                    | IJsland – Nederland                            | 1 – 2                                          | WK-kwalificatie '10                            | 0                                              |
| 37.                                            | 10 juni 2009                                   | Nederland – Noorwegen                          | 2 – 0                                          | WK-kwalificatie '10                            | 0                                              |
| 38.                                            | 12 augustus 2009                               | Nederland – Engeland                           | 2 – 2                                          | Vriendschappelijk                              | 0                                              |
| 39.                                            | 5 september 2009                               | Nederland – Japan                              | 3 – 0                                          | Vriendschappelijk                              | 1                                              |
| 40.                                            | 9 september 2009                               | Schotland – Nederland                          | 0 – 1                                          | WK-kwalificatie '10                            | 0                                              |
| 41.                                            | 14 november 2009                               | Italië – Nederland                             | 0 – 0                                          | Vriendschappelijk                              | 0                                              |
| 42.                                            | 26 mei 2010                                    | Nederland – Mexico                             | 2 – 1                                          | Vriendschappelijk                              | 2                                              |
| 43.                                            | 1 juni 2010                                    | Nederland – Ghana                              | 4 – 1                                          | Vriendschappelijk                              | 1                                              |
| 44.                                            | 5 juni 2010                                    | Nederland – Hongarije                          | 6 – 1                                          | Vriendschappelijk                              | 1                                              |
| 45.                                            | 14 juni 2010                                   | Nederland – Denemarken                         | 2 – 0                                          | WK 2010                                        | 0                                              |
| 46.                                            | 19 juni 2010                                   | Nederland – Japan                              | 1 – 0                                          | WK 2010                                        | 0                                              |
| 47.                                            | 24 juni 2010                                   | Kameroen – Nederland                           | 1 – 2                                          | WK 2010                                        | 1                                              |
| 48.                                            | 28 juni 2010                                   | Nederland – Slowakije                          | 2 – 1                                          | WK 2010                                        | 0                                              |
| 49.                                            | 2 juli 2010                                    | Nederland – Brazilië                           | 2 – 1                                          | WK 2010                                        | 0                                              |
| 50.                                            | 6 juli 2010                                    | Uruguay – Nederland                            | 2 – 3                                          | WK 2010                                        | 0                                              |
| 51.                                            | 11 juli 2010                                   | Nederland – Spanje                             | 0 – 1                                          | WK 2010                                        | 0                                              |
| 52.                                            | 17 november 2010                               | Nederland – Turkije                            | 1 – 0                                          | Vriendschappelijk                              | 0                                              |
| 53.                                            | 25 maart 2011                                  | Hongarije – Nederland                          | 0 – 4                                          | EK-kwalificatie '12                            | 1                                              |
| 54.                                            | 29 maart 2011                                  | Nederland – Hongarije                          | 5 – 3                                          | EK-kwalificatie '12                            | 1                                              |
| 55.                                            | 4 juni 2011                                    | Brazilië – Nederland                           | 0 – 0                                          | Vriendschappelijk                              | 0                                              |
| 56.                                            | 8 juni 2011                                    | Uruguay – Nederland                            | 1 – 1                                          | Vriendschappelijk                              | 0                                              |
| 57.                                            | 2 september 2011                               | Nederland – San Marino                         | 11 – 0                                         | EK-kwalificatie '12                            | 4                                              |
| 58.                                            | 6 september 2011                               | Finland – Nederland                            | 0 – 2                                          | EK-kwalificatie '12                            | 0                                              |
| 59.                                            | 7 oktober 2011                                 | Nederland – Moldavië                           | 1 – 0                                          | EK-kwalificatie '12                            | 0                                              |
| 60.                                            | 11 oktober 2011                                | Zweden – Nederland                             | 3 – 2                                          | EK-kwalificatie '12                            | 0                                              |
| 61.                                            | 11 november 2011                               | Nederland – Zwitserland                        | 0 – 0                                          | Vriendschappelijk                              | 0                                              |
| 62.                                            | 29 februari 2012                               | Engeland – Nederland                           | 2 – 3                                          | Vriendschappelijk                              | 0                                              |
| 63.                                            | 26 mei 2012                                    | Nederland – Bulgarije                          | 1 – 2                                          | Vriendschappelijk                              | 1                                              |
| 64.                                            | 30 mei 2012                                    | Nederland – Slowakije                          | 2 – 0                                          | Vriendschappelijk                              | 0                                              |
| 65.                                            | 2 juni 2012                                    | Nederland – Noord-Ierland                      | 6 – 0                                          | Vriendschappelijk                              | 2                                              |
| 66.                                            | 9 juni 2012                                    | Nederland – Denemarken                         | 0 – 1                                          | EK 2012                                        | 0                                              |
| 67.                                            | 13 juni 2012                                   | Nederland – Duitsland                          | 1 – 2                                          | EK 2012                                        | 1                                              |
| 68.                                            | 17 juni 2012                                   | Portugal – Nederland                           | 2 – 1                                          | EK 2012                                        | 0                                              |
| Als speler bij Manchester United               |                                                |                                                |                                                |                                                |                                                |
| 69.                                            | 7 september 2012                               | Nederland – Turkije                            | 2 – 0                                          | WK-kwalificatie '14                            | 1                                              |
| 70.                                            | 11 september 2012                              | Hongarije – Nederland                          | 1 – 4                                          | WK-kwalificatie '14                            | 0                                              |
| 71.                                            | 16 oktober 2012                                | Roemenië – Nederland                           | 1 – 4                                          | WK-kwalificatie '14                            | 1                                              |
| 72.                                            | 6 februari 2013                                | Nederland – Italië                             | 1 – 1                                          | Vriendschappelijk                              | 0                                              |
| 73.                                            | 22 maart 2013                                  | Nederland – Estland                            | 3 – 0                                          | WK-kwalificatie '14                            | 1                                              |
| 74.                                            | 26 maart 2013                                  | Nederland – Roemenië                           | 4 – 0                                          | WK-kwalificatie '14                            | 2                                              |
| 75.                                            | 7 juni 2013                                    | Indonesië – Nederland                          | 0 – 3                                          | Vriendschappelijk                              | 0                                              |
| 76.                                            | 11 juni 2013                                   | China – Nederland                              | 0 – 2                                          | Vriendschappelijk                              | 1                                              |
| 77.                                            | 14 augustus 2013                               | Portugal – Nederland                           | 1 – 1                                          | Vriendschappelijk                              | 0                                              |
| 78.                                            | 6 september 2013                               | Estland – Nederland                            | 2 – 2                                          | WK-kwalificatie '14                            | 1                                              |
| 79.                                            | 10 september 2013                              | Andorra – Nederland                            | 0 – 2                                          | WK-kwalificatie '14                            | 2                                              |
| 80.                                            | 11 oktober 2013                                | Nederland – Hongarije                          | 8 – 1                                          | WK-kwalificatie '14                            | 3                                              |
| 81.                                            | 15 oktober 2013                                | Turkije – Nederland                            | 0 – 2                                          | WK-kwalificatie '14                            | 0                                              |
| 82.                                            | 5 maart 2014                                   | Frankrijk – Nederland                          | 2 – 0                                          | Vriendschappelijk                              | 0                                              |
| 83.                                            | 17 mei 2014                                    | Nederland – Ecuador                            | 1 – 1                                          | Vriendschappelijk                              | 1                                              |
| 84.                                            | 31 mei 2014                                    | Nederland – Ghana                              | 1 – 0                                          | Vriendschappelijk                              | 1                                              |
| 85.                                            | 4 juni 2014                                    | Nederland – Wales                              | 2 – 0                                          | Vriendschappelijk                              | 0                                              |
| 86.                                            | 13 juni 2014                                   | Spanje – Nederland                             | 1 – 5                                          | WK 2014                                        | 2                                              |
| 87.                                            | 18 juni 2014                                   | Australië – Nederland                          | 2 – 3                                          | WK 2014                                        | 1                                              |
| 88.                                            | 29 juni 2014                                   | Nederland – Mexico                             | 2 – 1                                          | WK 2014                                        | 0                                              |
| 89.                                            | 5 juli 2014                                    | Nederland – Costa Rica                         | 0 – 0                                          | WK 2014                                        | 0                                              |
| 90.                                            | 9 juli 2014                                    | Nederland – Argentinië                         | 0 – 0                                          | WK 2014                                        | 0                                              |
| 91.                                            | 12 juli 2014                                   | Brazilië – Nederland                           | 0 – 3                                          | WK 2014                                        | 1                                              |
| 92.                                            | 4 september 2014                               | Italië – Nederland                             | 2 – 0                                          | Vriendschappelijk                              | 0                                              |
| 93.                                            | 9 september 2014                               | Tsjechië – Nederland                           | 2 – 1                                          | Kwalificatie EK 2016                           | 0                                              |
| 94.                                            | 10 oktober 2014                                | Nederland – Kazachstan                         | 3 – 1                                          | Kwalificatie EK 2016                           | 1                                              |
| 95.                                            | 13 oktober 2014                                | IJsland – Nederland                            | 2 – 0                                          | Kwalificatie EK 2016                           | 0                                              |
| 96.                                            | 16 november 2014                               | Nederland – Letland                            | 6 – 0                                          | Kwalificatie EK 2016                           | 1                                              |
| 97.                                            | 5 juni 2015                                    | Nederland – Verenigde Staten                   | 3 – 4                                          | Vriendschappelijk                              | 0                                              |
| 98.                                            | 12 juni 2015                                   | Letland – Nederland                            | 0 – 2                                          | Kwalificatie EK 2016                           | 0                                              |
| Als speler bij Fenerbahçe SK                   |                                                |                                                |                                                |                                                |                                                |
| 99.                                            | 6 september 2015                               | Turkije – Nederland                            | 3 – 0                                          | Kwalificatie EK 2016                           | 0                                              |
| 100.                                           | 10 oktober 2015                                | Kazachstan – Nederland                         | 1 – 2                                          | Kwalificatie EK 2016                           | 0                                              |
| 101.                                           | 13 oktober 2015                                | Nederland – Tsjechië                           | 2 – 3                                          | Kwalificatie EK 2016                           | 1                                              |
| Als speler bij Feyenoord                       |                                                |                                                |                                                |                                                |                                                |
| 102.                                           | 31 augustus 2017                               | Frankrijk – Nederland                          | 4 – 0                                          | Kwalificatie WK 2018                           | 0                                              |
| Totaal                                         | Totaal                                         | Totaal                                         | Totaal                                         | Totaal                                         | 50                                             |

## Trainerscarrière
Ongeveer een jaar na zijn afscheid als voetballer keerde Van Persie weer terug in de voetballerij. Op 5 maart 2020 maakte Feyenoord hoofdtrainer Dick Advocaat bekend dat Van Persie terug zou keren bij de club die hij twee periodes diende. Van Persie trad in de rol van spitsentrainer toe tot de staf van het eerste elftal, een rol die hij één dag in de week ging vervullen. Daarnaast bleef Van Persie actief op de Engelse televisie als analist van wedstrijden in de Premier League.
Medio 2021 startte Van Persie als assistent-trainer bij het Onder 16-elftal van Brian Pinas in de Feyenoord Academy. Hier gaf hij onder andere begeleiding aan zijn eigen zoon. Daarnaast bleef hij onderdeel van de staf van Feyenoord 1, als veldtrainer onder de nieuwe hoofdtrainer Arne Slot. Op 31 mei 2022 werd bekend dat Van Persie zijn contract als jeugd- en veldtrainer met twee jaar had verlengd. Na twee seizoen het Onder 16-elftal onder zijn hoede te hebben gehad, werd Van Persie samen met Pinas doorgeschoven naar het Onder 18-elftal van de Rotterdammers. Daarnaast zou hij het elftal in de UEFA Youth League begeleiden. Met Onder 18 won hij aan het begin van het seizoen 2023/24 het prestigieuze Mladen Ramljak Toernooi van Dinamo Zagreb, waar het de leeftijdsgenoten van Club Brugge, Rapid Wien, Flamengo en Manchester United versloeg. Tijdens het toernooi werd Van Persie gevolgd door de camera's van ESPN, die daar een special van maakten. In de Youth League wist het team van Van Persie zich na vier groepswedstrijden al te verzekeren van de knock-outfase van het toernooi. Hierin werd het echter direct uitgeschakeld door Bayern München.

### Heerenveen
Op 17 mei 2024 werd bekend dat Heerenveen Van Persie met ingang van het seizoen 2024/25 had aangesteld als hoofdtrainer van de club. Hij maakte transfervrij de overstap naar Friesland, want hij beschikte over een aflopend contract bij Feyenoord. Ook een deel van zijn staf van Feyenoord Onder 19 maakte de overstap, waaronder assistent-trainer Brian Pinas. In de voorbereiding op het seizoen wisten de Friezen goede resultaten neer te zetten, maar bij aanvang van de Eredivisie bleek het vooralsnog niet goed genoeg. Zo werd er met 9-1 verloren van AZ en kende het in de weken erna ook wisselende resultaten, waaronder een 2-0 nederlaag tegen FC Twente en een 1-0 overwinning op PSV. In de strijd om de KNVB Beker werd Heerenveen in de achtste finales uitgeschakeld door Quick Boys, waarbij Van Persie opzien baarde met een opvallende keeperswissel. In februari 2025 werd Van Persie gelinkt aan een snelle terugkeer bij Feyenoord om daar de ontslagen Brian Priske op te volgen als hoofdtrainer van de Rotterdammers. Heerenveen stond op dat moment op de negende plaats met 27 punten uit 23 wedstrijden. Op 20 februari 2025 werd een akkoord bereikt tussen beide clubs over de overgang van Van Persie naar Rotterdam-Zuid.

### Feyenoord
Feyenoord maakte op 23 februari 2025 de overstap van Van Persie officieel bekend. Hij zou per direct aan de slag gaan en kreeg René Hake, Etiënne Reijnen en John de Wolf als assistent-trainers aan zijn zijde.

## Privéleven
Van Persie is getrouwd met Bouchra. Het stel heeft twee kinderen, zoon Shaqueel (2006) en dochter Dina (2009). Shaqueel is ook professioneel voetballer. Half mei 2022 tekende hij een contract bij Feyenoord, dat in januari 2025 werd verlengd tot medio 2028.
Bouchra en Robin hebben gezamenlijk kledingmerk ByVP opgezet.

## Erelijst

### Als voetballer
Feyenoord
UEFA Cup:
- Winnaar (1): 2001/02

KNVB beker:
- Winnaar (1): 2017/18
- Runner-up (1): 2002/03

Johan Cruijff Schaal:
- Winnaar (1): 2018

 Arsenal
UEFA Champions League:
- Runner-up (1): 2005/06

FA Cup:
- Winnaar (1): 2004/05

League Cup:
- Runner-up (1): 2010/11

FA Community Shield:
- Winnaar (1): 2004

 Manchester United
Premier League:
- Winnaar (1): 2012/13

FA Community Shield:
- Winnaar (1): 2013

 Fenerbahçe
Türkiye Kupası:
- Runner-up (1): 2015/16

 Nederland
Wereldkampioenschap voetbal:
- Tweede (1): 2010
- Derde (1): 2014

#### Individueel
Nederlands Talent van het Jaar:
- Winnaar (1): 2002

Premier League Speler van de Maand:
- Winnaar (5): November 2005, Oktober 2009, Oktober 2011, December 2012, April 2013

PFA's Spelers Speler van het Jaar:
- Winnaar (1): 2011/12

PFA's Fans Speler van het Jaar:
- Winnaar (1): 2012

PFA Team van het Jaar:
- Winnaar (2): 2011/12, 2012/13

FWA's Speler van het Jaar:
- Winnaar (1): 2011/12

ESM Team van het Jaar:
- Winnaar (1): 2011/12

Premier League Doelpunt van de Maand:
- Winnaar (5): September 2006, December 2008, December 2011, Augustus 2012, April 2013

Premier League Doelpunt van het Seizoen:
- Winnaar (1): 2012/13

Premier League Golden Boot:
- Winnaar (2): 2011/12, 2012/13

Rotterdams Sportman van het Jaar:
- Winnaar (2): 2006, 2012

Arsenal Speler van het Jaar:
- Winnaar (2): 2008/09, 2011/12

Manchester United Speler van het Jaar:
- Winnaar (1): 2012/13

Eredivisie Speler van de Maand:
- Winnaar (1): Augustus 2018

Sport in beeld-prijs: Sportmoment van het Jaar:
- Winnaar (1): 2014

Voetballer van het Jaar Gala – Oeuvre Award:
- Winnaar (1): 2019

## Trivia
- Op 14 oktober 2010 werd de Zuid-tribune van Stadion Woudestein omgedoopt tot Robin van Persie-tribune.[50]
- Onder supporters staat Van Persie als RvP bekend.